# Torrakberget
Torrakberget är ett naturreservat i Karlstads kommun i Värmlands län.
Området är naturskyddat sedan 1994 är 67 hektar stort. Reservatet som omfattar berget med samma namn ligger längs södra stranden av sjön Västra Örten och består av tallskog vid toppen av berget, kalspolade hällmarker med magra hällmarkstallskogar längre ner och barrblandskogar längst ner.